# Orbellia zaitzevi
Orbellia zaitzevi är en tvåvingeart som beskrevs av Gorodkov 1972. Orbellia zaitzevi ingår i släktet Orbellia och familjen myllflugor. Inga underarter finns listade i Catalogue of Life.